# Прилежаева, Наталья Александровна
Наталья Александровна Прилежаева (1908 — 1992) — советский учёный-физикохимик, стояла у истоков зарождения и развития отечественной фотохимии, доктор физико-математических наук (1938), профессор (1939). Заслуженный деятель науки и техники РСФСР (1969).

## Биография
Родилась 10 сентября 1908 года в Санкт-Петербурге в семье профессора Александра Ивановича Прилежаева (1876—1934).
С 1931 года после окончания  Физико-математического факультета Санкт-Петербургского университета по двум специальностям — оптика и теоретическая физика, работала в Государственном оптическом институте — научно-техническим сотрудником, научным сотрудником и с 1934 года — старшим научным сотрудником в секторе спектроскопии.
В 1935 году по постановлению Ленинградского отдела НКВД СССР  Н. А. Прилежаева, вместе с матерью, из-за её дворянского происхождения были высланы из города Ленинграда в город Томск.  В 1936 году дело было пересмотрено Прокуратурой СССР и постановление Ленинградского отдела НКВД отменено.
С 1935 года — старший научный сотрудник и заведующая лаборатории спектроскопии, одновременно с 1936 по 1937 годы — учёный секретарь Сибирского физико-технического института.
С 1936 года на преподавательской работе — и.о. доцента физико-математического факультета Томского государственного университета. В 1937 году защитила кандидатскую диссертацию по теме: «Фотохимические процессы в сложных молекулах». В 1938 защитила докторскую диссертацию по теме: «Превращение электронной энергии в элементарных процессах». Н. А. Прилежаева стала первой женщиной в СССР, которой была присуждена степень доктора наук в области физики. С 1939 по 1949 годы — заведующий кафедрой общей физики и с 1949 по 1969 годы — оптики и спектроскопии Томского государственного университета. С  1943 по 1944 годы  — исполняющая обязанность декана, с 1944 по 1950 годы — декан физико-математического и физического факультетов.
С 1969 года — профессор-консультант Томского государственного университета.
Вместе с А. Н. Терениным,  Н. А. Прилежаева —   стояла у истоков зарождения и развития отечественной фотохимии.
Умерла 10 октября 1992 года в Томске.

## Награды
- Орден Ленина (1960)[1]
- Заслуженный деятель науки и техники РСФСР (1969)[1]